# The Complete Radio Sessions 1972/1974
The Complete Radio Sessions 1972/1974 – album kompilacyjny wrocławskiego zespołu rockowego Nurt, wydany w 2013 roku przez wydawnictwo Kameleon Records. 
Zawiera 12 utworów zarejestrowanych przez zespół dla Polskiego Radia podczas dwóch sesji: w lutym 1972 roku w Studio M-1 w Warszawie i w maju 1974 roku w Dużym Studio Radia Wrocław. Utwory z pierwszej sesji zostały ponownie nagrane przez zespół w październiku tego samego roku i w takiej wersji trafiły one na ich jedyną płytę długogrającą Nurt (1973).
Nagrania z maja 1974 roku był ostatnimi dokonanymi przez Nurt. Zespół koncertował jeszcze do połowy lat 70. po czym zawiesił działalność, a jego członkowie dołączyli do innych grup muzycznych.

## Lista utworów
1. "Kto ma dziś czas" (R.Runowicz/P. Iłżański) – 3:15
2. "Piszę kredą na asfalcie" (A. Mrożek/A. Kuryło) – 5:29
3. "Parter na klaustrofobię" (A. Mrożek/T. Rzymski) – 3:17
4. "Syn strachu" (A. Mrożek/A. Kuryło) – 7:34
5. "Morze ognia" (K. Cwynar/A. Kuryło) – 3:05
6. "Holograficzne widmo" (A. Mrożek/T. Rzymski) – 4:12
7. "Gato" (A. Mrożek) – 2:58
8. "Różaniec czasu" (A. Mrożek) – 2:18
9. "Akrobata" (A. Mrożek) – 3:12
10. "Na odległość rąk" (K. Cwynar/L. Ignaszewski) – 2:44
11. "Rock bez tytułu" (A. Mrożek/L. Ignaszewski) – 2:32
12. "Impresja w E" (Nurt) – 5:51

Nagrano w lutym 1972 roku w Studio Polskiego Radia M-1 w Warszawie (1-6, 12) i w maju 1974 roku w Dużym Studio Radia Wrocław (7-11).

## Twórcy
- Aleksander Mrożek – gitara elektryczna, gitara klasyczna (4), syntezator (6, 12), dzwony rurowe (6, 12), gong (6), główny wokal (4), śpiew
- Kazimierz Cwynar – gitara basowa, główny wokal (5, 8-11), śpiew
- Ryszard Sroka – bębny
- Roman Runowicz – główny wokal (1-3, 6), gitara (1-6, 12), śpiew
- Ryszard "Gwalbert" Misiek – saksofon tenorowy (7-9, 11)
- Krzysztof Orłowski – flet (8)
- Jacek Baran – instrumenty perkusyjne (8,9)
- Julian Kurzawa – trąbka (4)
- Włodzimierz Plaskota – kontrabas (4)
- Sławomir Pietrzykowski – realizacja dźwięku (1-6, 12)
- Jerzy Rezler – realizacja dźwięku (7-11)